# Vuković, Srbija
Vuković (izvirno srbsko Вуковић) je naselje v Srbiji, ki upravno spada pod Občino Kučevo; slednja pa je del Braničevskega upravnega okraja.

## Demografija
V naselju živi 248 polnoletnih prebivalcev, pri čemer je njihova povprečna starost 45,3 let (41,4 pri moških in 48,5 pri ženskah). Naselje ima 95 gospodinjstev, pri čemer je povprečno število članov na gospodinjstvo 3,17.
To naselje je v glavnem vlaško (glede na popis iz leta 2002), a v času zadnjih treh popisov je opazno zmanjšanje števila prebivalcev.
|  |

| Demografija | Demografija     | Demografija     |
| Leto        | Št. prebivalcev | Št. prebivalcev |
| ----------- | --------------- | --------------- |
|             |                 |                 |
|             |                 |                 |
|             |                 |                 |
|             |                 |                 |
| 1948        | 587             |                 |
| 1953        | 604             |                 |
| 1961        | 568             |                 |
| 1971        | 526             |                 |
| 1981        | 526             |                 |
| 1991        | 486             | 379             |
| 2002        | 463             | 301             |
|             |                 |                 |

| Etnična sestava po popisu iz leta 2002 | Etnična sestava po popisu iz leta 2002 | Etnična sestava po popisu iz leta 2002 | Etnična sestava po popisu iz leta 2002 | Etnična sestava po popisu iz leta 2002 |
| -------------------------------------- | -------------------------------------- | -------------------------------------- | -------------------------------------- | -------------------------------------- |
| Vlahi                                  | Vlahi                                  |                                        | 207                                    | 68,77%                                 |
| Srbi                                   | Srbi                                   |                                        | 81                                     | 26,91%                                 |
| Romuni                                 | Romuni                                 |                                        | 1                                      | 0,33%                                  |
| Neznano                                | Neznano                                |                                        | 0                                      | 0,0%                                   |